# European Women's Hockey League 2016-2017
L'European Women's Hockey League 2016-2017 è la tredicesima edizione di questo torneo per squadre femminili di club, la prima dopo l'abbandono della denominazione Elite Women's Hockey League.

## Formula e squadre partecipanti
Il torneo si svolge tra il mese di settembre del 2016 ed il marzo del 2017. Rispetto alla stagione precedente tra le partecipanti si registra solo una novità, con la partecipazione di una nuova squadra, le SouthernStars, una selezione di giocatrici slovene ed austriache provenienti dalla Carinzia.
Cambia invece la formula. Ognuna delle otto squadre affronterà le altre per due volte (una in casa ed una in trasferta) nella regular season. Per una vittoria nei tempi regolamentari, la vincente riceveva tre punti; in caso di pareggio si giocava un tempo supplementare, eventualmente seguito, in caso di ulteriore parità, dai tiri di rigore: in questo caso, alla compagine vincitrice sarebbero andati due punti ed uno alla sconfitta.
Le prime quattro classificate andranno al Master Round, le altre quattro al girone di consolazione. In entrambi i gironi, le squadre si affronteranno in un'ulteriore girone all'italiana.
Tanto nel Master Round che nel girone di consolazione, le squadre meglio classificate al termine della regular season si porteranno un bonus di due punti, mentre il bonus sarà di un solo punto per la seconda classificata. La vincitrice del Master Round si aggiudicherà il titolo.
Come nella stagione precedente, le kazake dell'Aisulu Almaty giocheranno tutti gli incontri in trasferta.

## Regular season
| Pos. | Squadra             | Paese             | PG | V  | VOT | POT | P  | Reti   | Pt. |
| 1.   | EV Bozen Eagles     | Italia            | 14 | 12 | 0   | 0   | 2  | 67:25  | 36  |
| 2.   | KMH Budapest        | Ungheria          | 14 | 9  | 3   | 0   | 2  | 73:32  | 33  |
| 3.   | SKP Bratislava      | Slovacchia        | 14 | 8  | 1   | 1   | 4  | 54:27  | 27  |
| 4.   | Salisburgo Eagles   | Austria           | 14 | 8  | 0   | 1   | 5  | 43:34  | 25  |
| 5.   | Aisulu Almaty       | Kazakistan        | 14 | 6  | 0   | 3   | 5  | 32:25  | 21  |
| 6.   | Vienna Sabres       | Austria           | 14 | 5  | 0   | 0   | 9  | 47:45  | 15  |
| 7.   | Neuberg Highlanders | Austria           | 13 | 1  | 1   | 0   | 11 | 24:64  | 5   |
| 8.   | SouthernStars       | Austria/ Slovenia | 13 | 1  | 0   | 0   | 12 | 14:102 | 3   |

L'incontro tra Neuberg Highlanders e SouthernStars, ininfluente ai fini della qualificazione alla seconda fase, non venne recuperato.

## Seconda Fase

### Girone di consolazione
| Pos. | Squadra             | Paese             | PG | V | VOT | POT | P | Reti  | Pt. |
| 5.   | Vienna Sabres       | Austria           | 6  | 6 | 0   | 0   | 0 | 36:8  | 19  |
| 6.   | Aisulu Almaty       | Kazakistan        | 6  | 3 | 0   | 0   | 3 | 18:16 | 11  |
| 7.   | Neuberg Highlanders | Austria           | 6  | 3 | 0   | 0   | 3 | 20:18 | 9   |
| 8.   | SouthernStars       | Austria/ Slovenia | 6  | 0 | 0   | 0   | 6 | 8:40  | 0   |

### Master round
| Pos. | Squadra           | Paese      | PG | V | VOT | POT | P | Reti  | Pt. |
| 1.   | EV Bozen Eagles   | Italia     | 6  | 5 | 1   | 0   | 0 | 29:9  | 19  |
| 2.   | Salisburgo Eagles | Austria    | 6  | 4 | 0   | 0   | 2 | 17:15 | 12  |
| 3.   | SKP Bratislava    | Slovacchia | 6  | 2 | 0   | 1   | 3 | 19:21 | 7   |
| 4.   | KMH Budapest      | Ungheria   | 6  | 0 | 0   | 0   | 6 | 7:27  | 1   |

## Squadra vincitrice
| Vincitrici della EWHL 2016-2017 EV Bozen Eagles 2º titolo | Portieri: Magdalena Höller, Daniela Klotz, Martina Marangoni Difensori: Valentina Bettarini, Emma Cossalter, Nadia Maier, Nadia Mattivi, Nicole Renault, Franziska Stocker, Nadine Zaccherini Attaccanti: Eleonora Bonafini, Anna Caumo, Eleonora Dalprà, Nora Ebnicher, Hanna Elliscasis, Chelsea Furlani, Samantha Gius, Beatrix Larger, Sara Magnanini, Anita Muraro, Hannah Peer, Melissa Piacentini Staff Tecnico: Fredy Püls (Allenatore), Chelsea Furlani (Ass. allenatrice) |